# Renaud Piarroux
Renaud Piarroux, né le 27 septembre 1960 à Cherbourg, en France, est un pédiatre et biologiste spécialiste des maladies infectieuses et des maladies tropicales.
Il est connu comme étant « l’un des meilleurs spécialistes des épidémies de choléra »,.

## Biographie

### Famille et formation
Renaud Piarroux est le « fils d’un père artisan peintre et d’une mère médecin en anatomopathologie dans un laboratoire pharmaceutique ». Suivant son épouse à Marseille, il y poursuit également ses études de médecine. Il est marié depuis 1987 et père de trois enfants. Il devient pédiatre et en parallèle diplômé en médecine tropicale et en parasitologie.

### Carrière professionnelle
En 1994, au Zaïre il est « le seul pédiatre » sur place à lutter, entre autres, contre le choléra. Il comprend que des bébés orphelins participent à la propagation de l'épidémie de choléra car l'orphelinat ne dispose pas de couches et de lait infantile « comme les bébés européens ». Une fois ces manques comblés l'épidémie disparait. Cette expérience le marque et l'incite à se spécialiser dans la lutte contre les épidémies.
De 1996 à 2008, il dirige le laboratoire de parasitologie à l’université de Franche-Comté (Besançon, France) qui étudie notamment le choléra.
Sa spécialité est l’éco-épidémiologie, qui consiste à essayer de comprendre y compris sur le terrain « l’environnement dans lequel se développe une maladie » tout en travaillant avec les populations afin de l'éradiquer.
En 2008, il dirige le laboratoire de parasitologie à l'université d'Aix-Marseille.
À l'automne 2016, il est en désaccord avec le projet de l'IHU de Marseille porté par Didier Raoult,. Cela dégrade ses conditions de travail à tel point qu'il quitte ses fonctions à Marseille pour devenir chef du service de parasitologie-mycologie à l'hôpital de la Pitié-Salpêtrière, à l'Assistance publique – Hôpitaux de Paris.
Durant sa carrière, Renaud Piarroux participe à des missions humanitaires pour Médecins du monde et de nombreux projets de recherche en Afrique, notamment sur l'étude de la dynamique des épidémies,, en république démocratique du Congo,,,,,,, et en Guinée, et un programme de lutte contre les maladies à transmission hydrique en Côte d'Ivoire,.
Son expérience a été mise à profit pour créer neuf saisons de Mécaniques des épidémies sur France Culture.

## Principaux travaux

### Lutte contre l'épidémie de choléra en Haïti et les experts scientifiques de l'ONU
En novembre 2010, le gouvernement haïtien et l'ambassade de France demandent à Renaud Piarroux d'enquêter sur l'origine et l'évolution de la plus importante épidémie de choléra de l'époque actuelle,,,,, et d'aider les autorités à mettre en place un programme de lutte contre la maladie.
Son rapport confidentiel du 30 novembre 2010 « Comprendre l'épidémie de choléra en Haïti » est d'abord évoqué par le journal « Le Monde » quelques jours plus tard avant d'être publié en juillet 2011 dans la revue scientifique « Emerging Infectious Diseases » du Centers for Disease Control,.
Au bout de plusieurs années, il contribue à « faire reconnaître la responsabilité de casques bleus de l’ONU dans la propagation de l’épidémie » malgré les « mensonges et dénégations » scientifiques des experts de l'ONU. Cette pandémie causera la mort de 10 000 personnes.
Cette mission est relatée dans le livre Deadly River (Rivière mortelle, Cornell University Press, 2016), de Ralph R. Frerichs (en),,. Renaud Piarroux a également écrit en 2019 un ouvrage relatant la suite de cette histoire et les controverses scientifiques qui y ont été associées : Choléra. Haïti 2010-2018 : histoire d’un désastre,.

### Alerte aux autorités et implantations d'équipes mobiles à domicile durant la pandémie du Covid-19
En 2020, Renaud Piarroux s'implique dans la gestion de la crise de la Covid-19 au sein de l'AP-HP, notamment sur l'épidémiologie et le développement du dispositif « Covisan » d'aide au confinement des personnes Covid positives,,.
Le 13 mars 2020, il alerte, avec Éric Caumes, Martin Hirsch, le directeur des Hôpitaux de Paris, sur la possibilité d'un « tsunami de cas » de Covid-19,,,. Afin d'essayer de casser les chaines de transmission, il suggère à Martin Hirsch, la mise en place d'un outil supplémentaire qui a fait ses preuves dans d'autres épidémies (choléra aux Comores et en Haïti), : des équipes mobiles. Ce dispositif appelé « Covisan » est tout d'abord lancé à Paris le 17 avril 2020 « sans véritable relais dans la communication gouvernementale ». Il permet d'accompagner le patient avec des équipes qui se déplacent à son domicile « pour voir comment pouvoir protéger les proches et l'entourage ». Cette approche permet également de sensibiliser sur le terrain les cas positifs asymptomatiques (personnes contagieuses sans symptôme) afin que ces personnes adhèrent mieux aux recommandations,. En sept mois 40 000 personnes ont été suivies en Île-de-France. Le 10 décembre 2020, le ministre de la Santé, Olivier Véran, annonce qu'un dispositif de visites à domicile va désormais « être étendu à l’ensemble du pays »,.
Il décrit son expérience dans le livre La Vague, l'épidémie vue du terrain.

## Publications
- Renaud Piarroux, Choléra. Haïti 2010-2018 : histoire d’un désastre, CNRS Éditions, 21 mars 2019, 350 p. (ISBN 978-2271125248)[48],[49],[50].
- Renaud Piarroux, La vague : l'épidémie vue du terrain, CNRS Éditions, 15 octobre 2020, 128 p. (ISBN 978-2271135568)[51].
- Renaud Piarroux, Sapiens et les microbes. Les épidémies d’autrefois. Des origines à 1918., CNRS Éditions, 2 avril 2025, 398 p. (ISBN 978-2-271-15430-9).

## Décorations
- Chevalier de la Légion d'honneur (nommé le 14 avril 2017)[52]
- Officier de l'ordre national du Mérite (31 décembre 2020)